# Commiphora stellatopubescens
Commiphora stellatopubescens là một loài thực vật có hoa trong họ Burseraceae. Loài này được J.B.Gillett ex Thulin mô tả khoa học đầu tiên năm 2000.